# Mihalik József (művészettörténész)
Hernádszurdoki Mihalik József (Hernádszurdok, 1860. október 25. – Budafok, 1925. március 2.) művészettörténész, állami felső kereskedelmi iskolai tanár, a Magyar Tudományos Akadémia levelező tagja (1906). Mihalik Sándor helytörténész bátyja, Mihalik Sándor művészettörténész édesapja.

## Élete
Mihalik Adolf (†1903) vasúti tisztviselő, kassai háztulajdonos, az 1848–49-es forradalom és szabadságharc honvédje és Zányi Mária fia. Középiskolába a kassai állami főreáliskolába és a budapesti pedagógiumba járt, 1881-ben szerzett oklevelet a mennyiség- és természettudományi szakcsoport tárgyaiból. 1881-ben a liptószentmiklósi állami polgári iskolához nevezték ki tanárnak. 1890-ben áthelyezték Nagyszőlősre, az állami polgári iskolához. Az 1890-91-es tanévben az a polgári iskola I. osztályában az ifjú Bartók Béla osztályfőnöke volt, végül 1892-ben saját kérelmére került Kassára. 1883-tól 1890-ig ügyvivő titkára volt a Magyarországi Kárpát-egyesületnek, eltávozása után örökös tiszteleti tagnak választották.
1896-ban a kereskedelemügyi miniszter meghívta az ezredéves országos kiállítás történelmi főcsoportjához, itt négy hónapig tevékenykedett a műkincsek rendezésénél és a szakmunkák végzésénél. Még ugyanebben az évben megválasztották a kassai Felső-magyarországi Múzeum őrének, 1897-ben pedig az Országos Régészeti és Embertani Társulat igazgató választmányi tagja lett. 1900-ban tanulmányutat tett Svájcban, Dél-Németországban, majd ellátogatott a párizsi világkiállításra. A vallás- és közoktatásügyi miniszter 1901-ben a Magyar Országos Képzőművészeti Tanács állandó tagjává nevezte ki. Szerkesztője és kiadója volt a Tátravidéki Híradónak 1884. szeptember 27-étől 1885-ig Liptószentmiklóson, majd a Kassai Múzeum Évkönyvét szerkesztette. 1903-tól a kassai múzeum miniszteri biztosa volt.
1907-ben a Múzeumok és Könyvtárak Országos Főfelügyelőségének előadója, később országos főfelügyelője lett. A rendszer bukása után elbocsátották a Tanácsköztársaság alatti állásvállalása miatt. 1907 és 1918 között a Múzeumi és Könyvtári Értesítőt szerkesztette. Több történeti vonatkozású tanulmányt készített.
1914. január 24-én nemesi rangra emelték.

## Művei
- Liptómegye földrajza. A népiskolák III. osztálya használatára Pozsony, 1884. (Orbók Mórral együtt. Tótul is: Uo. 1884).
- A csorbai tó. Liptó-Szent-Miklós, 1885.
- 1886 Liptóvármegye topographiai tekintetben. A Magyarországi Kárpátegyesület évkönyve 13.
- Kassa és környéke. Kalauz a turisták számára. Kassa, 1897. (Truskovszky Jenővel és Szőnyeg Pállal együtt).
- A boldogkőváraljai neolith-kori leletek. 1897.
- Kassa város ötvösségének története. Bpest, 1899. (Archaeologiai Közlemények XXI. Ism. Vasárnapi Ujság 45. sz.).
- A zománcz. Pozsony, 1901. A szöveg közé nyomtatott ábrákkal. (Tudományos Zsebkönyvtár 63., 64.)
- A Kassai Muzeum gyűjteményének leiró lajstroma. Kassa. (Kassa, 1903)
- A kassai Szent-Erzsébettemplom (Budapest, 1912)
- Az ötvösség (Budapest, 1913)
- Az ötvösség és a zománc (Budapest, 1913)